# اکتاسولفور
اکتاسولفور (به انگلیسی: Octasulfur) یک ترکیب شیمیایی با شناسه پاب‌کم ۶۶۳۴۸ است. شکل ظاهری این ترکیب، بلورهای شفاف یا نیمه‌شفاف زرد است.